# Xã Loon Lake, Quận Cass, Minnesota
Xã Loon Lake (tiếng Anh: Loon Lake Township) là một xã thuộc quận Cass, tiểu bang Minnesota, Hoa Kỳ. Năm 2010, dân số của xã này là 540 người.